# Implantacja jonowa
Implantacja jonowa, implantowanie jonowe – w inżynierii materiałowej: proces wbudowywania obcych atomów w ciało stałe. 
Technologia ta polega na jonizacji tych atomów, dostarczeniu im dużej energii (rozpędzeniu) podczas ich ruchu w polu elektromagnetycznym i skierowaniu ich na ciało stałe. Pozwala to na dawkowanie dowolnych pierwiastków z wysoką precyzją. Głębokość wnikania implantowanych jonów jest niewielka, więc zmiany są powierzchniowe i procesy zewnętrzne (chemikalia, tarcie) mogą szybko zniszczyć taką warstwę. Inną wadą tej metody jest wysoka cena implantatorów i samego procesu.